# Nine Inch Nails
Nine Inch Nails je američki industrial rock sastav, osnovan 1988.
Njegov glavni producent, tekstopisac, pjevač i instrumentalist, te jedini službeni član je Trent Reznor. U pravilu, nakon što snimi album, okuplja sastav za nastupe uživo. Do sada je snimio osam studijskih albuma, četiri remiks albuma, te tri s nastupa uživo. Čak dvanaest puta je imao nominaciju za Grammy, od čega je osvojio dva: oba u kategoriji za najbolju metal izvedbu, za pjesme "Wish" i "Happiness in Slavery" s albuma Broken. Unatoč popularnosti i 20 milijuna albuma prodanih diljem svijeta, imao je nesuglasica s izdavačkim kućama, te od 2007. izdaje albume samostalno. Posljednja dva albuma je objavio pod Creative Commons licencom, s tim da se njegov zasada posljednji album The Slip mogao potpuno besplatno preuzeti u digitalnom izdanju.

## Diskografija
- Pretty Hate Machine (1989.)
- Broken (1992.)
- The Downward Spiral (1994.)
- The Fragile (1999.)
- With Teeth (2005.)
- Year Zero (2007.)
- Ghosts I–IV (2008.)
- The Slip (2008.)
- Hesitation Marks (2013.)
- Bad Witch (2018.)
- Ghosts V: Together (2020.)
- Ghosts VI: Locusts (2020.)

## Vanjske poveznice
- Službena stranica